# Eurocon
Az Eurocon egy évente megrendezett sci-fi találkozó.
Első alkalommal 1972 nyarán rendezték meg Triesztben, Olaszországban, ekkor alakult meg a European Science Fiction Society is. Kezdetben kétévente ismételték meg a találkozót, majd évi gyakoriságra váltottak. Minden Eurocon fontos momentuma az ESFS közgyűlése, melyen minden ország két-két küldöttel vesz részt – ennek során dől el többek közt, hogy két évvel később ki rendezheti meg az Eurocont.

## Kronológia
- 1972 – Trieszt, Olaszország
- 1974 – Grenoble, Franciaország
- 1976 – Poznań, Lengyelország
- 1978 – Brüsszel, Belgium
- 1980 – Stresa, Olaszország
- 1982 – Mönchengladbach, Németország
- 1983 – Ljubljana, Jugoszlávia
- 1984 – Brighton, Egyesült Királyság
- 1986 – Zágráb, Jugoszlávia
- 1987 – Montpellier, Franciaország
- 1988 – Budapest, Magyarország
- 1989 – San Marino
- 1990 – Fayence, Franciaország
- 1991 – Krakkó, Lengyelország
- 1992 – Freudenstadt, Németország
- 1993 – Szent Helier, Jersey
- 1994 – Temesvár, Románia
- 1995 – Glasgow, Skócia
- 1996 – Vilnius, Litvánia
- 1997 – Dublin, Írország
- 1999 – Dortmund, Németország
- 2000 – Gdańsk, Lengyelország
- 2001 – Capidava, Románia
- 2002 – Chotebor, Csehország
- 2003 – Turku, Finnország
- 2004 – Plovdiv, Bulgária
- 2005 – Glasgow, Skócia
- 2006 – Kijev, Ukrajna
- 2007 – Koppenhága, Dánia
- 2008 – Moszkva, Oroszország
- 2009 – Fiuggi, Olaszország
- 2010 – Cieszyn, Lengyelország és Český Těšín, Csehország
- 2011 – Stockholm, Svédország
- 2012 – Zágráb, Horvátország
- 2013 – Kijev, Ukrajna
- 2014 – Dublin, Írország
- 2015 – Szentpétervár, Oroszország
- 2016 – Barcelona, Spanyolország
- 2017 – Dortmund, Németország
- 2018 – Amiens, Franciaország
- 2019 – Belfast, Észak-Írország
- 2020 – Rijeka, Horvátország

Az 1985-ös Eurocon Rigában lett volna, de törölték. 1992-ben Zágrábban tartották volna a rendezvényt, de a háború miatt Freudenstadt-ba tették át. 1998-ban nem volt Eurocon.

## Magyar vonatkozások
- 1974 júliusában a grenoble-i Eurocon találkozón a Galaktika a legjobb európai science fiction magazin címet kapta.
- 1988-ban Budapesten tartották az Eurocont, akkor Erich von Däniken volt a díszvendég.
- 2005 augusztusában a glasgowi Eurocon találkozón a Galaktika elnyerte a legjobb magazinnak járó díjat.
- 2007 szeptemberében a koppenhágai Eurocon találkozón Szélesi Sándor kapta az European Science Fiction Society legjobb szerző díját. Ugyanitt F. Tóth Benedek az Encouragement Award[1] elismerést érdemelte ki.
- 2008-ban a moszkvai Eurocon találkozón Antal József kapott Bátorítás Díjat.
- 2009-ben a Fiuggiban rendezett találkozón a Metropolis Media a legjobb európai sci-fi kiadó elismerésben részesült.
- 2011-ben a 33. találkozón Németh Attila a legjobb fordítónak járó Hall of Fame-díjat kapta.[2] A legjobb elsőkönyves szerzőknek az országok jelölése alapján Encouragement-díjat adtak át. Magyarországról Kovács Ákos vehette át ezt a Vágyálmok ligája című könyvéért.
- 2012-ben a Márki István Zágrábban Bátorítás Díjat vehetett át.[3]
- 2013-ban a kijevi találkozón Burger Istvánnak ítélték a legjobb szerkesztőnek járó díjat.